# 152a Brigada Mixta (Exèrcit Popular de la República)
La 152a Brigada Mixta va ser una unitat de l'Exèrcit Popular de la República creada durant la Guerra Civil Espanyola. Situada al front de Madrid, no va tenir un paper rellevant al llarg de la contesa. La brigada va estar composta per carrabiners.

## Historial
La unitat va ser creada el juny de 1937 a Madrid a partir de batallons del Cos de Carrabiners, i fou adjudicada a la 4a Divisió del II Cos d'Exèrcit. El primer cap de la unitat va ser el comandant de carrabiners Emeterio Jarillo Orgaz. Durant tota la seva existència la 152a BM va estar desplegada al front de Madrid, sense prendre part en operacions militars de rellevància. L'agost de 1937 va rellevar a la 19a Brigada Mixta en el sector del front que anava des del «Cerro Blanco» fins a la carretera d'Andalusia; amb posterioritat cobriria el sector d'Usera-Villaverde o al Cerro de los Ángeles.
Al març de 1939, durant el cop de Casado, la 8a BM es va posicionar a favor de les forces «casadistes» i arribaria a realitzar funcions de vigilància a l'est de Madrid. La unitat es va autodissoldre el 27 de març de 1939, al final de la contesa.

## Comandaments
Comandants
- Comandant de carrabiners Emeterio Jarillo Orgaz;
- Comandant de carrabiners Antonio de la Cueva Fuentes:

Caps d'Estat Major
- capità de milícies Enrique García García;
- capità de carrabiners Domingo Pérez Rubio;